# Galeosoma pallidum
Galeosoma pallidum là một loài nhện trong họ Idiopidae.
Loài này thuộc chi Galeosoma. Galeosoma pallidum được J. Hewitt miêu tả năm 1915.